# Bakary Meité
Pour les articles homonymes, voir Meité.

a Compétitions nationales et continentales officielles uniquement.

b Matchs officiels uniquement.
Bakary Meité, né le 30 septembre 1983 à Paris, est un joueur franco-ivoirien de rugby à XV qui évolue au poste de troisième ligne.

## Biographie

### Carrière de joueur
Bakary Meité naît le 30 septembre 1983 à l'hôpital Lariboisière, situé dans le 10e arrondissement de Paris ; il est de nationalité franco-ivoirienne.
Bakary Meité commence la pratique du rugby au RC Drancy,.
Après un passage au Montluçon Rugby, au Stade domontois puis au RC Orléans, il s'engage avec le RC Massy, tout en continuant son métier de conseiller de clientèle dans une banque alors qu'il habite toujours vers Orléans. Il devient un joueur emblématique du club massicois dont il a été le capitaine et où il a joué de 2010 à 2015, sauf durant la saison 2011-2012 où il est passé par Béziers, club qu'il a rejoint à nouveau de 2015 à 2017.
Il est aussi international ivoirien.
Il évolue lors de la saison 2017-2018 en Top 14 avec le Stade français.
Après cette saison où il a cumulé peu de temps de jeu, il rejoint l'US Carcassonne en Pro D2, contacté par l'entraîneur Christian Labit.
Après trois années, il prend sa retraite professionnelle de joueur au terme de la saison 2020-2021. Il annonce toutefois qu'il reste disponible pour la sélection ivoirienne pour le premier tour des qualifications pour la Coupe du monde 2023. En une quinzaine d'années, il totalise finalement une trentaine de sélections internationales. Il rentre dans le groupe d'entraîneurs de l'équipe nationale dans le cadre du tournoi final de la Coupe d'Afrique 2021-2022, faisant office de tournoi qualificatif de la zone Afrique pour la Coupe du monde 2023.

### Carrière d'entraîneur
Après la fin de sa carrière de joueur, Meité intervient en tant que technicien auprès du club amateur de Rugby Entente du Cabardès, évoluant alors en Régionale 2.
Lors de la saison 2024-2025, il est nommé entraîneur de l'équipe féminine du Stade français Paris.

## Engagements
Passé par l'AS Béziers où il joue trois saisons, il prend notamment position contre le maire de Béziers, Robert Ménard, et ses propos sur l'immigration.
En 2020, pour « rendre service aux personnels soignants » dans le cadre de la pandémie de Covid-19, il s'engage comme agent d'entretien à l'hôpital Sainte-Périne dans le 16e arrondissement de Paris en suivant l'exemple de son neveu,.

## Palmarès
- Championnat de France de 1re division fédérale :
  - Finaliste : 2014 avec le RC Massy.